# Chirotica protector
Chirotica protector là một loài tò vò trong họ Ichneumonidae.